# Église Saint-Martin de Châtenay-en-France
L'église Saint-Martin est une église catholique paroissiale située à Châtenay-en-France, en France. C'est un petit édifice néoclassique bâti pendant les dernières années de l'Ancien Régime, sans prétention mais bien proportionné et harmonieux, se distinguant comme l'œuvre d'un architecte de renom, Jacques Cellerier. L'église est classée monument historique depuis 1990.

## Localisation
L'église est située en France, en région Île-de-France et dans le département français du Val-d'Oise, en pays de France, dans le Parc naturel régional Oise-Pays de France, sur la commune de Châtenay-en-France, rue de l'Église, à côté de la mairie. La façade occidentale donne sur la rue. Elle est précédée par un petit parvis. Les élévations latérales et le chevet donnent sur un terrain municipal. L'église est donc entièrement dégagée d'autres constructions, et on peut en faire le tour.

## Historique

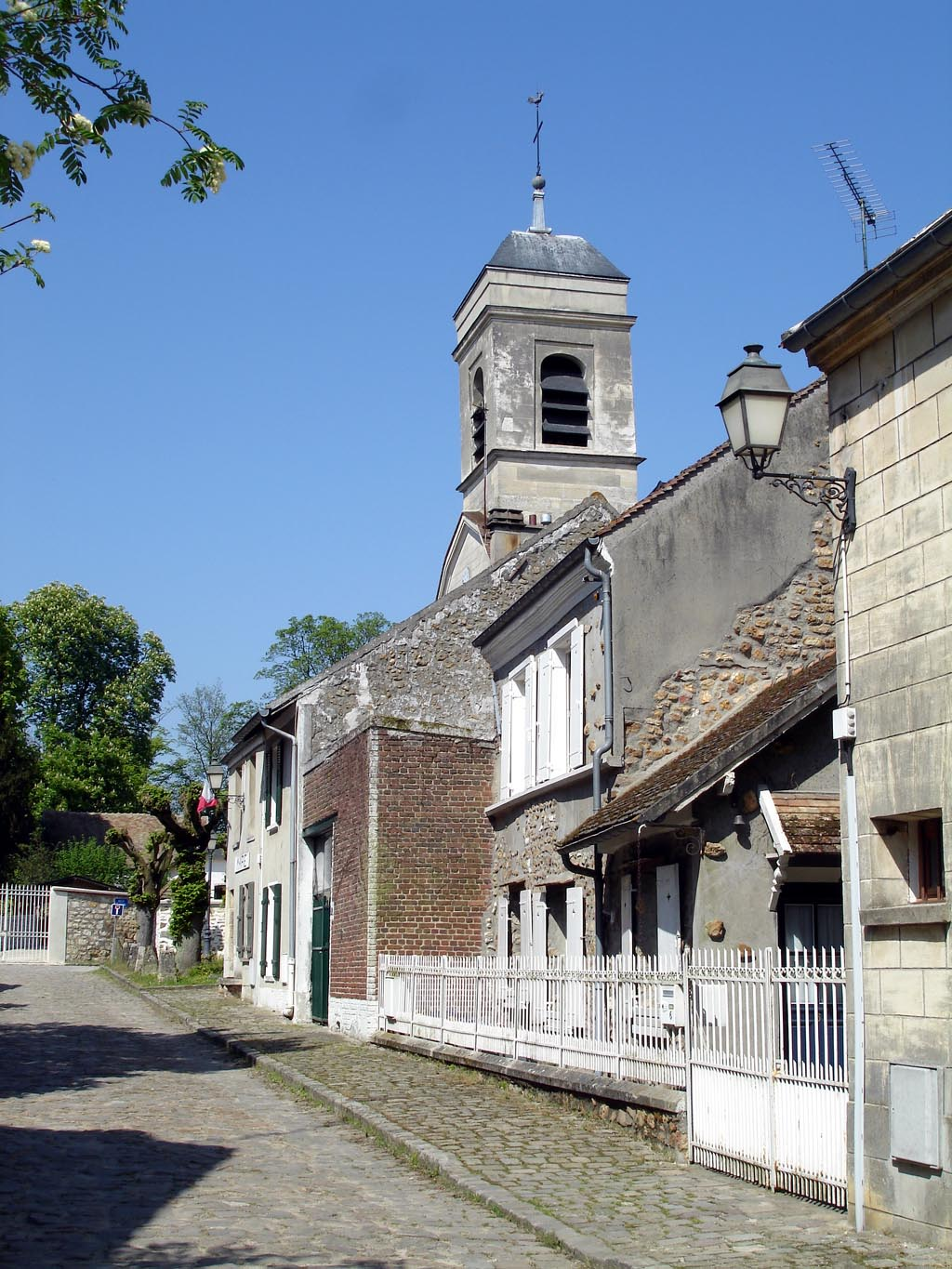
Vue sur le clocher de l'église depuis la rue de l'Église.

La première mention d'une église à Châtenay-en-France remonte à 1097. Elle figure dans un acte de donation de Guillaume de Montfort, évêque de Paris, par lequel il donne l'église du village et la dîme au prieuré Saint-Martin-des-Champs, en donnant ainsi satisfaction à une requête de ce dernier. Peu de temps après, une bulle du pape Urbain II confirme cette donation. Le prieur de Saint-Martin-des-Champs devient ainsi le seigneur de Châtenay-en-France, et cette situation ne change pas jusqu'à la Révolution française. Grâce à sa prospérité, le prieuré clunisien augmente ses biens dans toute la région, et afin de remédier à des contestations ou litiges ultérieurs, il se les fait confirmer plusieurs fois par le pape. De ce fait, d'autres bulles citent l'église de Châtenay : une bulle de Calixte II datée de 1119 ; une bulle d'Innocent II datée de 1142 ; et une bulle de Eugène III datée de 1147. Le village ne figure pas toujours sous le même nom : on lit Castanetum, Castenio, Castaneum ou Castaneo. Ce dernier terme est aussi employé dans une charte que l'évêque Thibaud donne vers 1150.
Le pouillé du XIIIe siècle et tous les suivants disent que la présentation à la cure de Châtenay-en-France appartient au prieur de Saint-Martin-des-Champs. Comme toujours quand une église est placée sous le patronage d'un prieuré ou d'une abbaye, les religieux sont considérés comme les curés primitifs de la paroisse, c'est-à-dire, qu'ils possèdent tous les droits ordinairement réservés à un curé. Le curé n'est donc, dans les faits, qu'un vicaire. À ce titre, un arrêt rendu au Grand Conseil le 7 août 1719 met un terme à un litige entre le curé, François de Larrovy, et les religieux du prieuré. Ceux-ci conservent la qualité de curés primitifs, et ont le droit de lire la messe à Châtenay les quatre fêtes annuelles et le jour de la fête patronale. Plus tard, ce droit est réservé au prieur en titre. — Les actes anciens omettent de préciser le saint patron de l'église. Si le contexte historique explique facilement la dédicace à saint Martin de Tours, elle a pu être placée sous un autre vocable avant la donation au prieuré éponyme. L'église connaît une seconde dédicace sous le titre de Saint-Martin au début du mois de juillet de 1578, par Henri le Meignen, évêque de Digne et mandataire de l'évêque de Paris. Le prélat fixe à l'occasion la fête patronale au dimanche suivant l'anniversaire de la translation des reliques de saint Martin, soit le 11 novembre. — Châtenay a toujours été une très petite paroisse, et au milieu du XVIIIe siècle, on n'y compte que vingt à vingt-cinq feux, ou autrement dit, maisons, ce qui correspond à cent cinquante habitants environ. On ne connaît qu'un ou deux ecclésiastiques illustres qui sont issus de la paroisse de Châtenay : Urse ou Ursion, prieur de Saint-Martin-des-Champs mort au début du XIIe siècle, et Pierre de Châtenay, dixième abbé d'Hérivaux vers 1349, puis prieur de Marly-la-Ville.

Plan de l'église.

L'église a changé d'emplacement, ce qui est assez rare dans la région. Un autre cas est l'église de Chennevières-lès-Louvres. L'église primitive était située un pleu plus au nord, au sein de l'actuel domaine du château, et elle était enclavée dans les bâtiments de la ferme seigneuriale. Elle aurait été partiellement remaniée en 1568. Les archives en conservent un plan de situation, et l'abbé Lebeuf l'a encore vu debout au milieu du XVIIIe siècle. Il dit qu'elle est petite, et que le chœur a été renouvelé en 1645 aux dépens de Amador-Jean-Baptiste de Vignerot du Plessis de Richelieu, abbé de Marmoutier et prieur de Saint-Martin-des-Champs, et en cette qualité, seigneur de Châtenay-en-France. « Le reste est réparé autant que l'on a pu faire à l'égard des vieilles Églises » : cette phrase donne à penser que l'église de donne plus tout à fait satisfaction, et que la nef n'est pas en bon état. Un collatéral a encore été ajouté au sud. Au troisième quart du XVIIIe siècle, le mauvais état global de l'édifice et sa situation malcommode décident le prieur de la faire remplacer par une église plus fonctionnelle et plus décente. L'emplacement retenu fait face à la résidence du prieur, qui se situait derrière le portail latéral du parc du château que l'on voit toujours à cet endroit. Le choix de l'architecte est quelque peu surprenant, Jacques Cellerier étant surtout l'auteur de théâtres ou de projets pittoresques, tels qu'ultérieurement l'éléphant de la Bastille. L'architecte impose un pur style néoclassique. Le budget limité le contraint d'avoir recours à des matériaux peu onéreux, mais l'édifice fait néanmoins preuve d'une recherche architecturale certaine et suit une conception cohérente. La ressemblance avec l'église de Tremblay-en-France reconstruite quelques années avant est frappante. Au bout de trois ans de travaux, la nouvelle église est inaugurée en 1786, et elle correspond tout à fait aux attentes locales,,.
Le clocher pose des problèmes de stabilité, et il doit être rebâti en 1899. Dans l'après-guerre, les messes dominicales cessent dans l'église. Elle n'est plus guère utilisée que pour les célébrations particulières (baptêmes, mariages et obsèques), et finit par être désaffectée au culte pendant les années 1970. Une restauration à partir de 1977 permet la réouverture au culte, et sur la demande des paroissiens, le village quitte le regroupement paroissial de Fontenay-en-Parisis et rejoint la paroisse de Luzarches. L'édifice est classé au titre des monuments historiques par arrêté du 2 janvier 1990. Les messes dominicales sont célébrées irrégulièrement environ tous les deux mois, d'octobre à juin, à 9 h 30.

## Description

### Extérieur

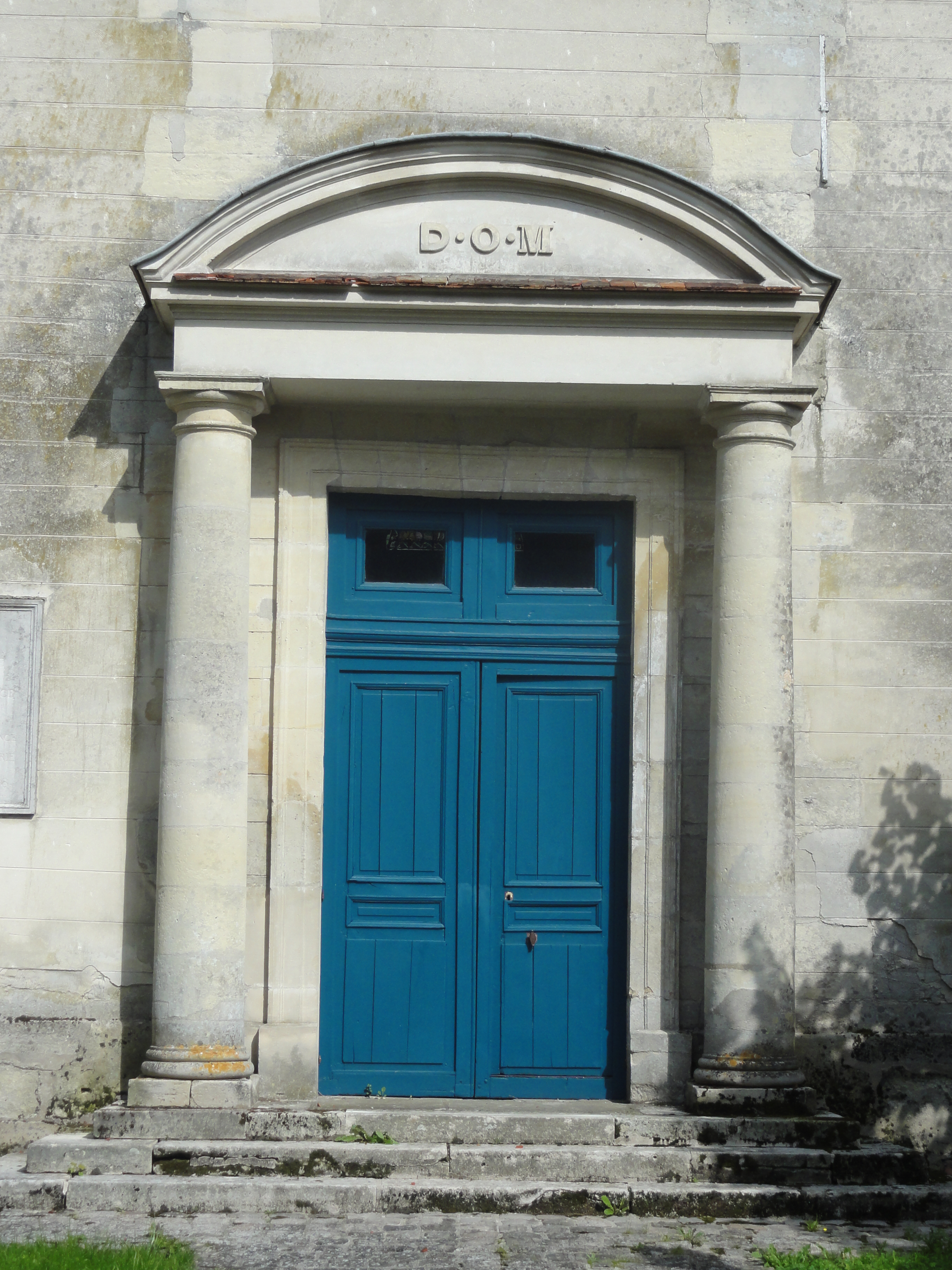
Portail occidental.

L'édifice se compose d'une nef unique rectangulaire, précédée d'un narthex, et prolongée par une sacristie devant le chevet. Des lignes gravées dans l'enduit suggèrent des murs en pierre de taille, mais l'appareil consiste en réalité de moellons irréguliers. La façade a pour seule ouverture une porte rectangulaire à double vantail. Elle est abritée par un porche faiblement saillant, formée par deux fortes colonnes doriques, dont les tailloirs carrés supportent un linteau nu en guise d'entablement. Le linteau est sommé d'un fronton en arc de cercle, sur lequel se lit la maxime « D.O.M. » (Deo optimo maximo), fréquente sur les monuments funéraires. Le pignon ne reprend pas la même forme : ses deux rampants sont brisés. Mais le profil des moulures qui entourent le fronton et le pignon est analogue. Le clocher carré est assis à cheval sur le toit du vaisseau central, et sa face occidentale se situe au même plan que la façade. Chaque face est percée d'une baie abat-son en plein cintre, qui s'inscrit dans un panneau rectangulaire. Horizontalement, deux larmiers scandent le clocher : le premier au niveau du seuil des baies, et le second en hauteur. Il devait initialement marquer la limite supérieure de la tour, mais quelques assises ont dû être ajoutées ultérieurement. Le toit à la hache est faiblement incliné et recouvert d'ardoise,.

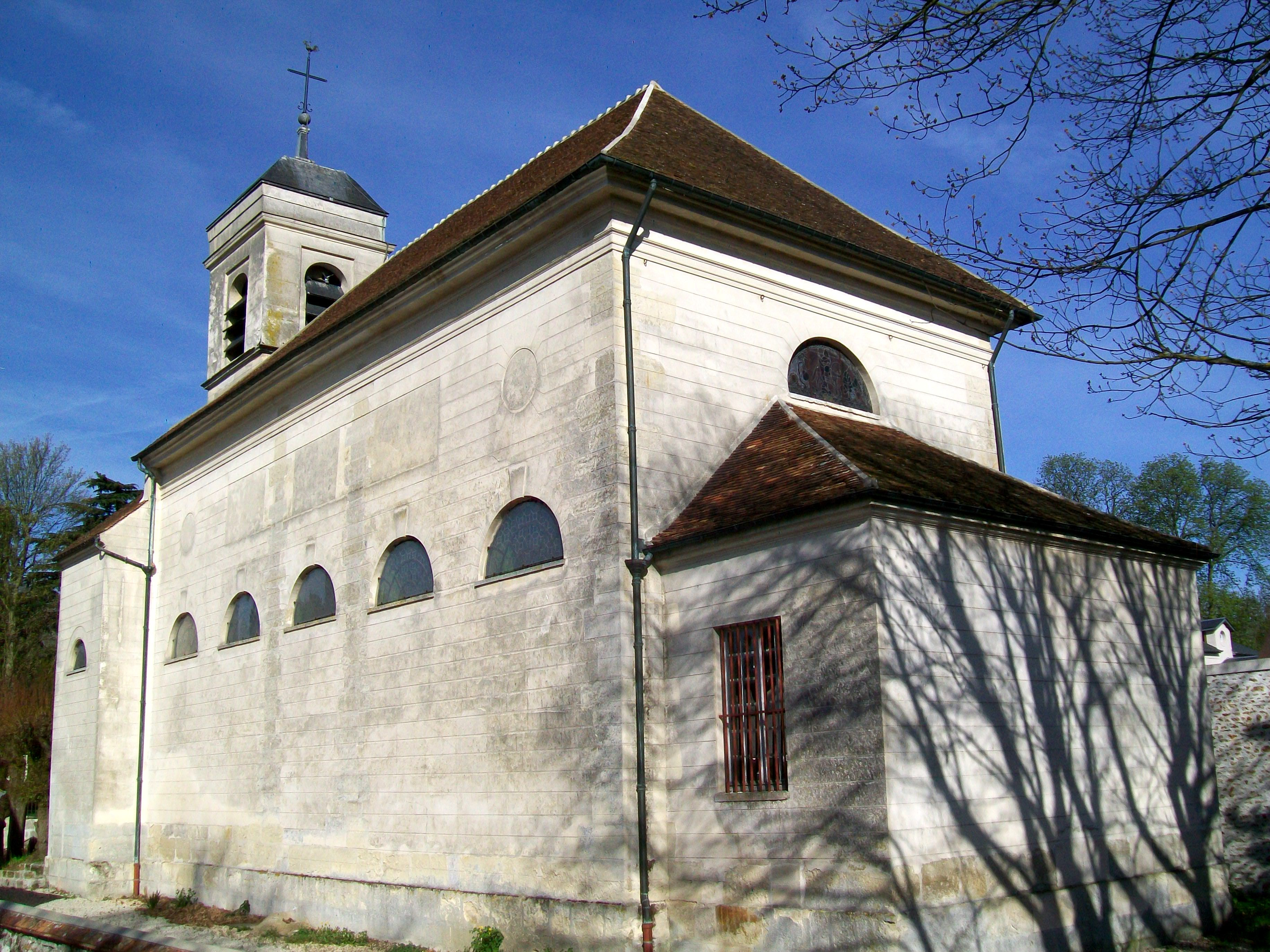
Vue depuis le sud-est.

Sur les murs gouttereaux, les chapelles du narthex font légèrement saillie. Les parties débordantes sont un peu plus basses que la nef, et pourvues de toits en appentis. Six oculi en demi-lune, dont un pour le narthex, assurent l'éclairage de chaque côté. Les bossages sont un peu moins rudimentaires que sur la façade. Ils suggèrent une clé d'arc au-dessus de chaque fenêtre ; un cercle ou oculus bouché au-dessus de la première et de la dernière fenêtre de la nef ; et un panneau rectangulaire laissé libre qui va de la seconde à l'avant-dernière fenêtre de la nef. Les murs gouttereaux et le mur du chevet se terminent par l'ébauche d'un entablement, qui est dominé par une corniche saillante. L'architecture est d'une sobriété extrême. On ne trouve aucun élément sculpté, même pas un rang de dentelures sous la corniche, mais seulement des moulures simples en bas de l'entablement et sur la corniche. Du côté du chevet, il n'y a pas de pignon, mais le toit se termine par une croupe. La sacristie occupe presque toute la largeur du mur. Elle est éclairée latéralement par des fenêtres rectangulaires grillagées. Son toit en appentis à deux croupes arrive jusqu'au seuil de l'oculus percé dans le mur au-dessus, placé plus haut que les oculi des murs latéraux,.

### Intérieur

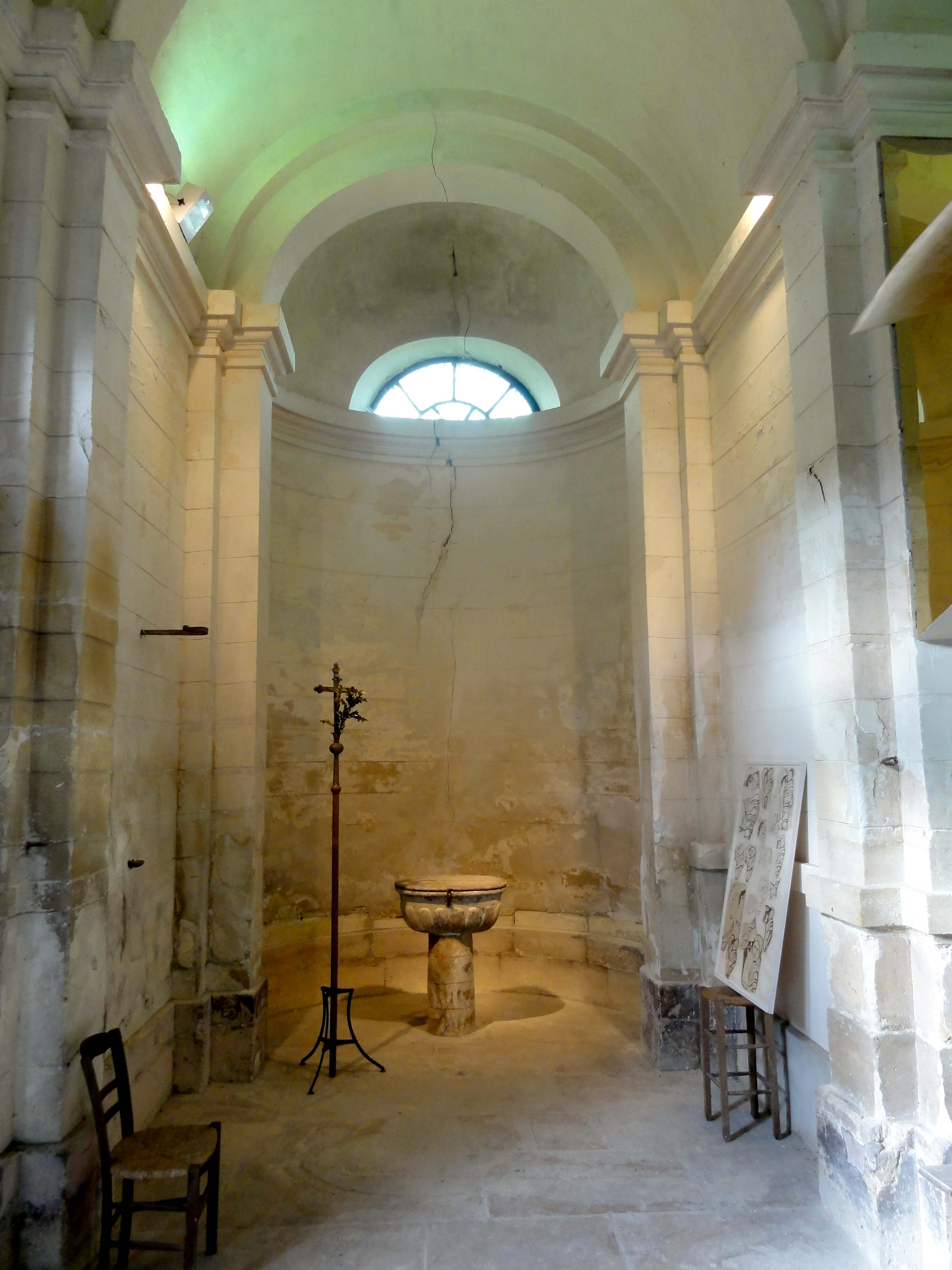
Chapelle baptismale.

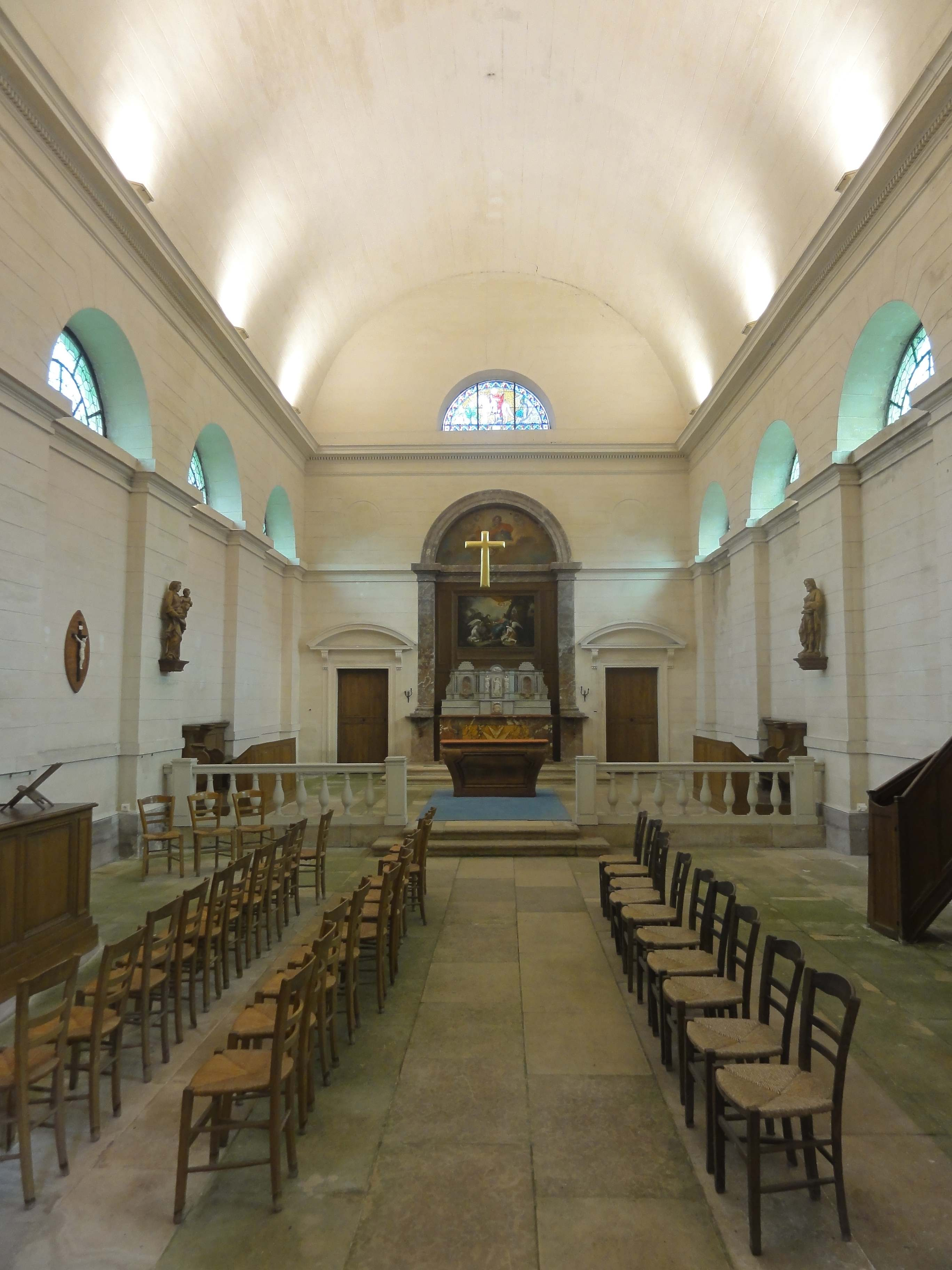
Nef, vue vers l'est.

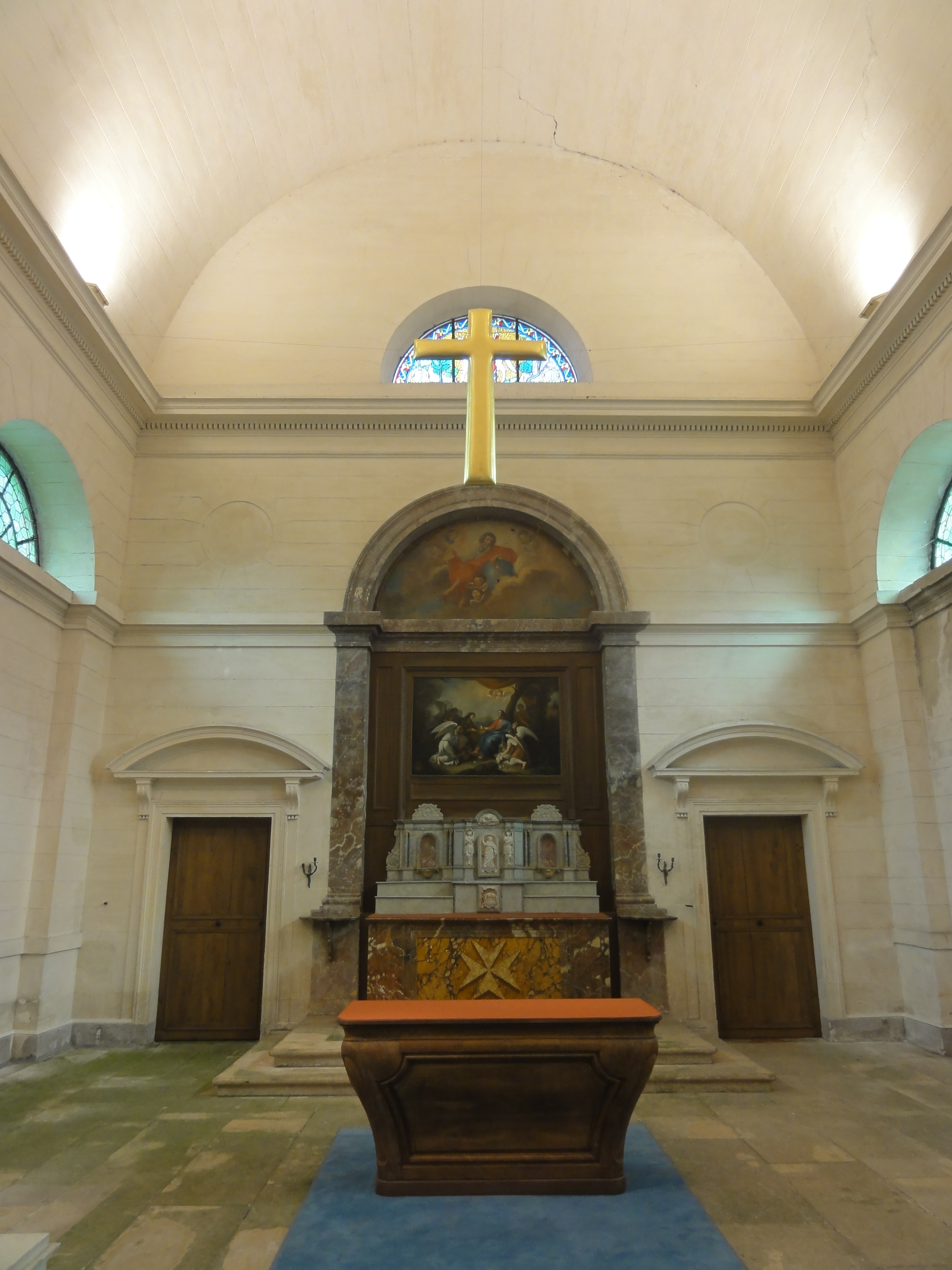
Chœur, vue vers l'est.

En entrant, on s'aperçoit que le narthex répond à la nécessité de donner un appui solide au clocher. En effet, celui-ci est bâti en dur, et non en charpente, contrairement à la plupart des clochers assis sur la toiture. La base du clocher est évidemment moins large que la nef, ce qui détermine la subdivision du narthex en travées. Les piles du clocher sont carrées, et un pilastre est adossée aux deux faces libres de chaque pile. Des arcades en plein cintre relient les piles, et supportent une voûte d'arêtes. Une trappe carrée en son milieu constitue l'unique accès au clocher, moyennant une échelle : il n'y a pas de cage d'escalier. Des chapelles s'ouvrent au nord et au sud. Chacune comporte une travée droite et une abside en hémicycle, ce que les élévations extérieures ne permettent pas de soupçonner : les parties saillantes du narthex y sont rectangulaires. La travée droite des chapelles et l'abside sont séparées par une arcade à double rouleau, qui retombe sur deux piliers engagés, auxquels des pilastres sont adossés. L'architecte reprend donc la conception des piles du clocher, mais curieusement, les arcades autour du clocher ne sont qu'à simple rouleau. Des voûtes en berceau perpendiculaires à l'axe de l'édifice, dans l'axe des chapelles, recouvrent les travées droites. Les absides sont voûtées en cul-de-four, et les oculi sont pris dans les voûtes. Une corniche fortement saillante court en haut des murs, à la naissance des voûtes. En outre, un simple bandeau court assez proche du sol. Il a disparu à certains endroits. À l'instar des élévations extérieures, les murs sont agrémentés d'un appareil simulé par des lignes gravées. — Du fait de ses dimensions fort restreintes, la sobriété de l'architecture se fait moins ressentir dans le narthex, et il se présente comme un espace assez intime. Mais l'architecte n'a pas voulu isoler les chapelles de la nef, avec laquelle elles communiquaient par des ouvertures rectangulaires. Elles ont dû être bouchées à la fin du XXe siècle pour rémédier à l'insuffisance des piles du clocher. Comme Dominique Foussard, on peut néanmoins comprendre le narthex comme une sorte de sas, qui isole le sanctuaire du monde profane. La chapelle du nord accueille les fonts baptismaux, tandis que la chapelle du sud est aujourd'hui vouée au souvenir des morts. On y a déplacé le monument aux morts de la paroisse, et la statue de sainte Jeanne d'Arc,.
Les trois premières travées de la nef étaient traditionnellement réservées aux fidèles. Puis, deux marches d'escalier entre deux balustrades matérialisent le début du chœur ou sanctuaire proprement dit, traditionnellement réservé à l'officiant et aux membres du clergé. Aujourd'hui, toute la communauté de fidèles se rassemble autour de l'autel pour la célébration eucharistique, tandis que la liturgie de la Parole se fait face à l'ancien banc d'œuvre, au nord, qui est utilisé comme ambon. Sur le plan architectural, la nef et le chœur forment un vaste espace unique, plus grand que la modeste façade ne fait croire : d'une part, les dimensions généreuses de la porte font apparaître l'édifice plus petit qu'il n'est en réalité, et d'autre part, l'utilisation des volumes intérieures est optimale. Le renoncement à des bas-côtés libère l'espace occupé par les grandes arcades, et la voûte en berceau est entièrement pris dans le volume du toit, ce qui n'est pas possible avec un voûtement d'ogives. La hauteur intérieure est donc non négligeable, plus d'une dizaine de mètres. Afin d'éviter la monotonie de murs plats, Cellerier les a structuré verticalement en ménageant des arcades en plein cintre simulées, dont les tympans correspondent aux oculi en hémicycle déjà aperçus depuis l'extérieur. La scancsion horiztontale fait appel aux deux éléments déjà observés dans le narthex : le bandeau près du sol, et la corniche saillante au niveau du seuil des fenêtres. Ici, cette corniche ne coïncide pas avec la naissance de la voûte, car les murs sont plus élevés. Une seconde corniche, d'un profil différent et agrémenté d'un rang de dentelures, a donc été disposée à la naissance de la voûte. Avec ces éléments structurants et le bossage rudimentaire des surfaces murales, Cellerier obtient une animation très linéaire, qui donne un effet presque graphique. Il reste à revenir sur le mur occidental et le chevet. Le mur occidental est percé d'une grande arcade en plein cintre, qui n'est autre que l'arcade orientale de la base du clocher. À gauche et à droite de l'arc, les bossages simulent des oculi ronds bouchés, comme sur les élévations extérieures. Au-dessus de la corniche supérieure, on voit une baie en hémicycle analogue à celles des élévations latérales et du chevet. Elle est bouchée, ou l'a toujours été, car elle donne sur l'étage intermédiaire du clocher, qui est sans jour vers l'extérieur. Le mur du chevet reprend le même agencement, mais la baie n'est pas bouchée. C'est par ailleurs la seule qui comporte un vitrail polychrome, avec pour motif, la Charité de Saint-Martin. La grande arcade répondant à l'arcade orientale du clocher est en revanche factice. Elle est traitée en faux marbre, et sert de cadre au retable du maître-autel. À gauche et à droite, s'ouvrent deux portes rectangulaires donnant accès à la sacristie. Elles sont surmontées par de larges frontons en cintre surbaissé, qui chacun retombent sur deux consoles,.

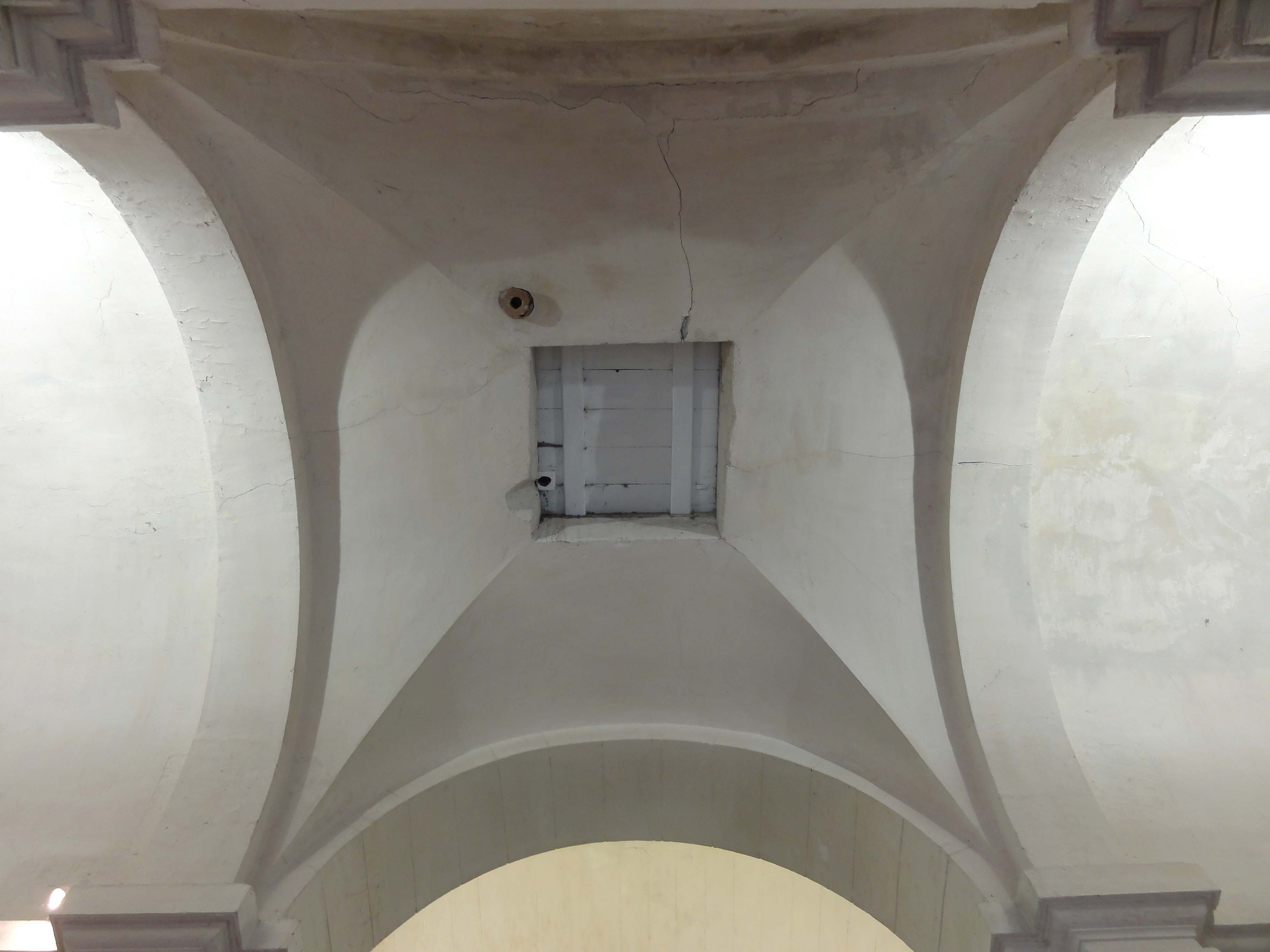
Voûte sous le clocher.
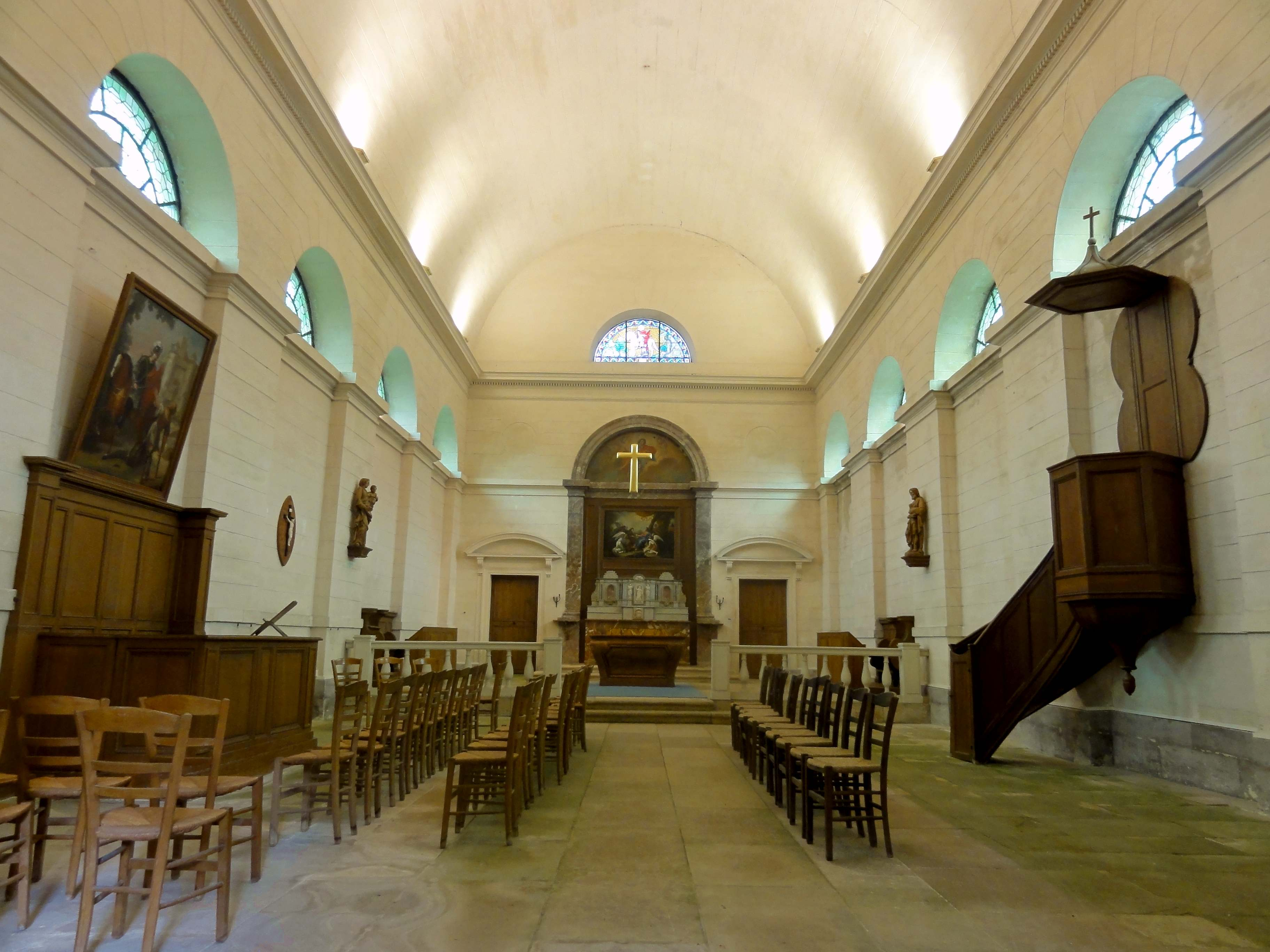
Nef, vue vers l'est.
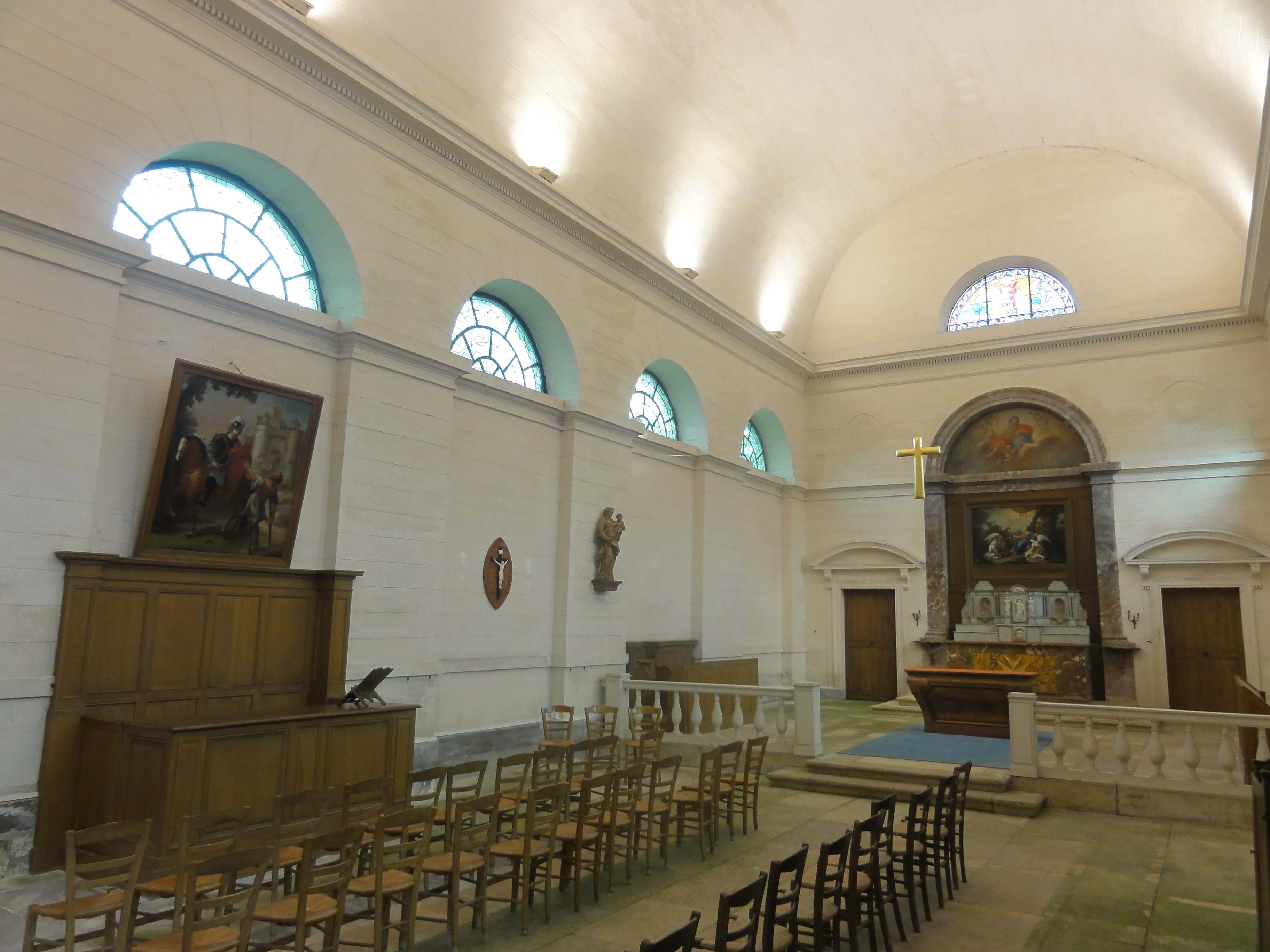
Nef, vue vers le nord-est.
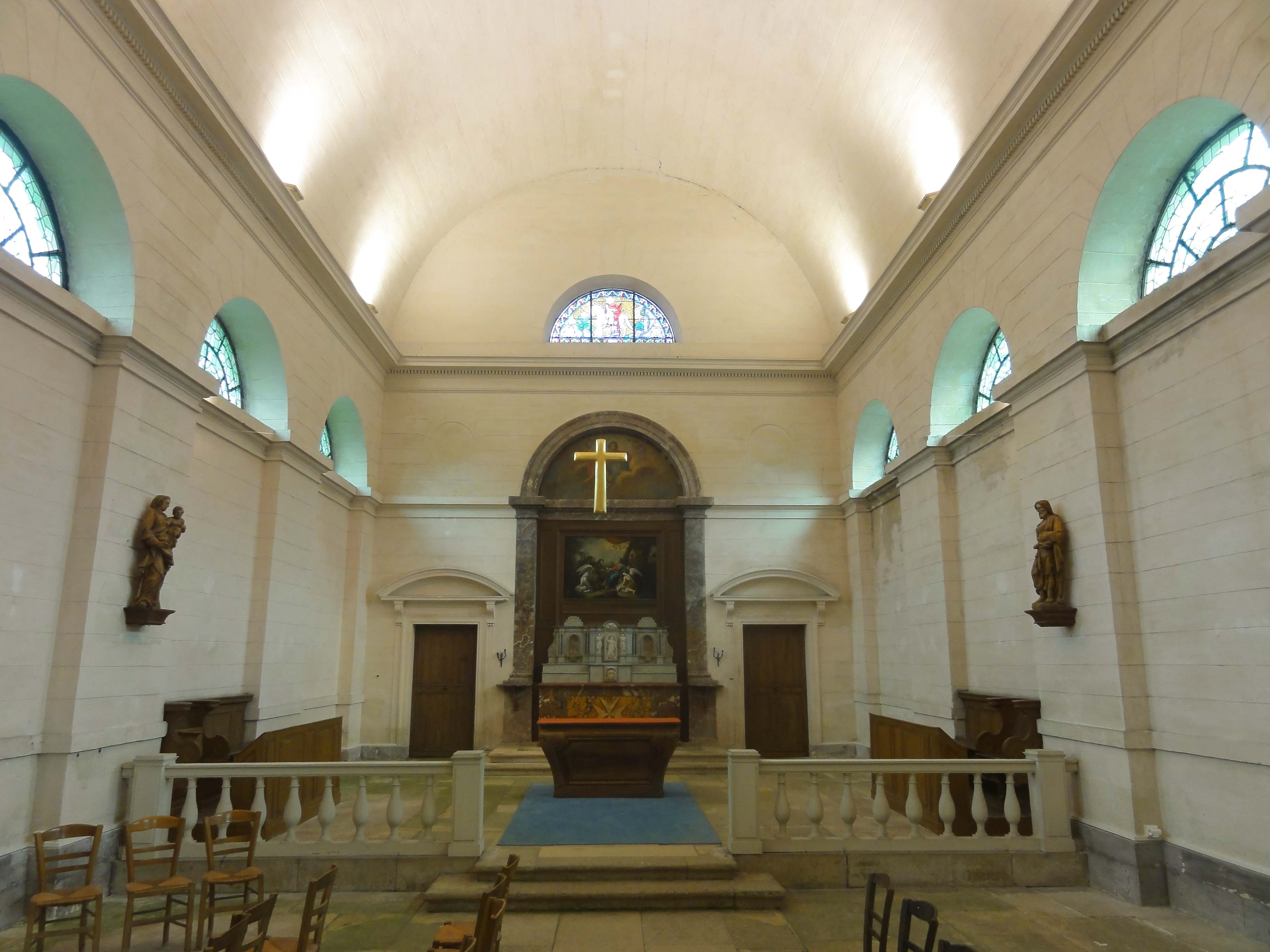
Chœur, vue vers l'est.
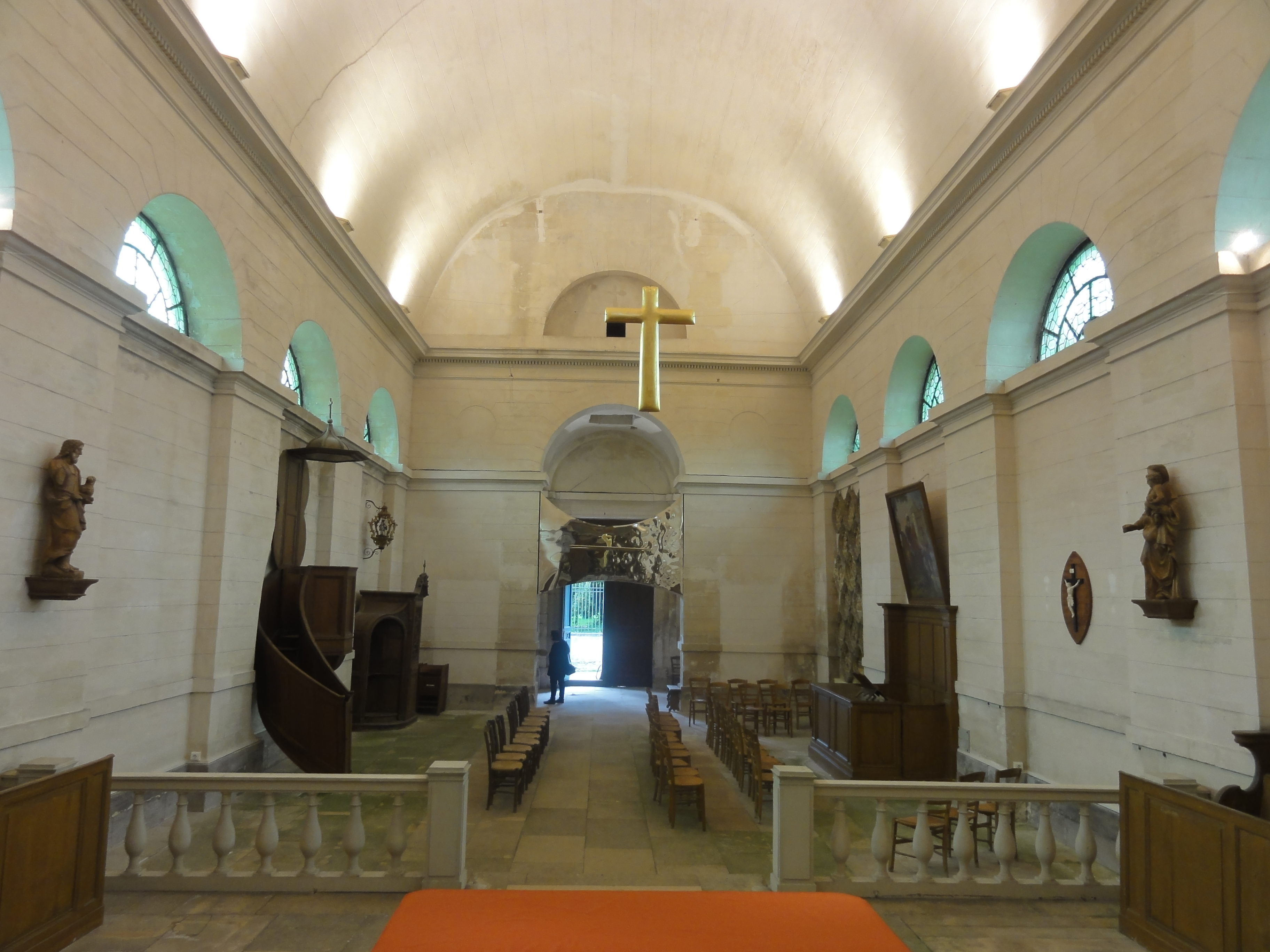
Chœur, vue vers l'ouest.
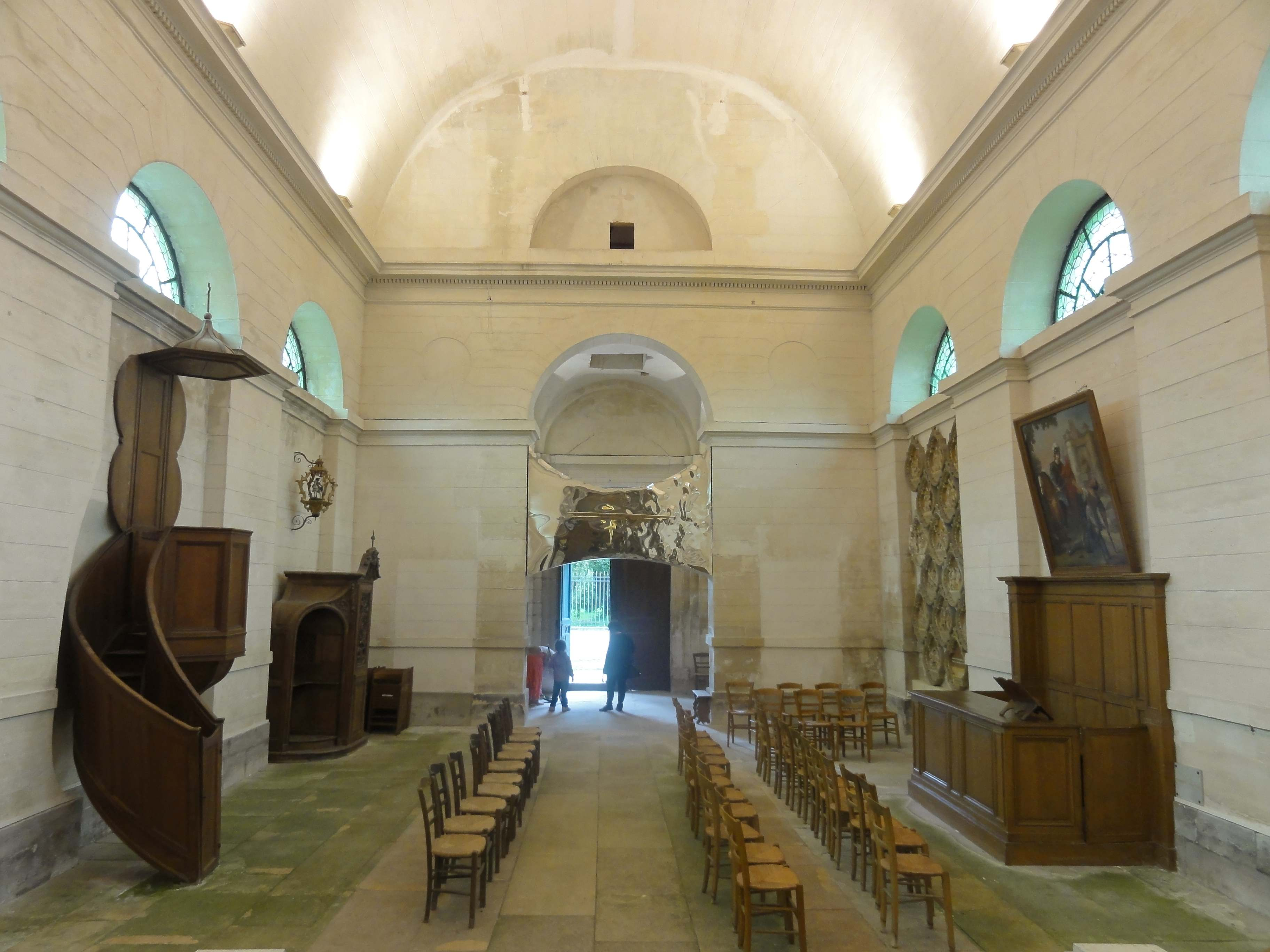
Nef, vue vers l'ouest.

## Mobilier

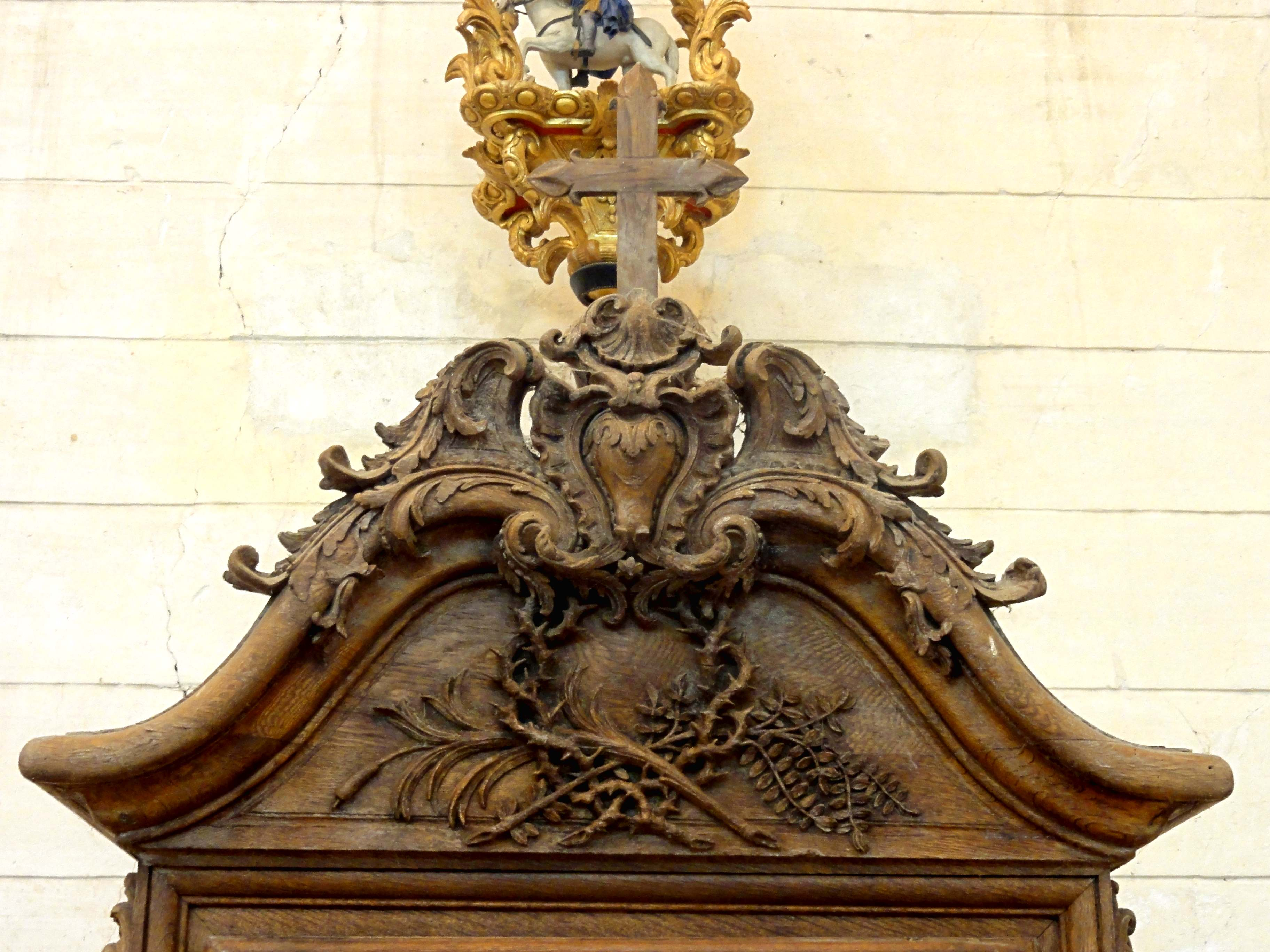
Fronton du confessionnal.

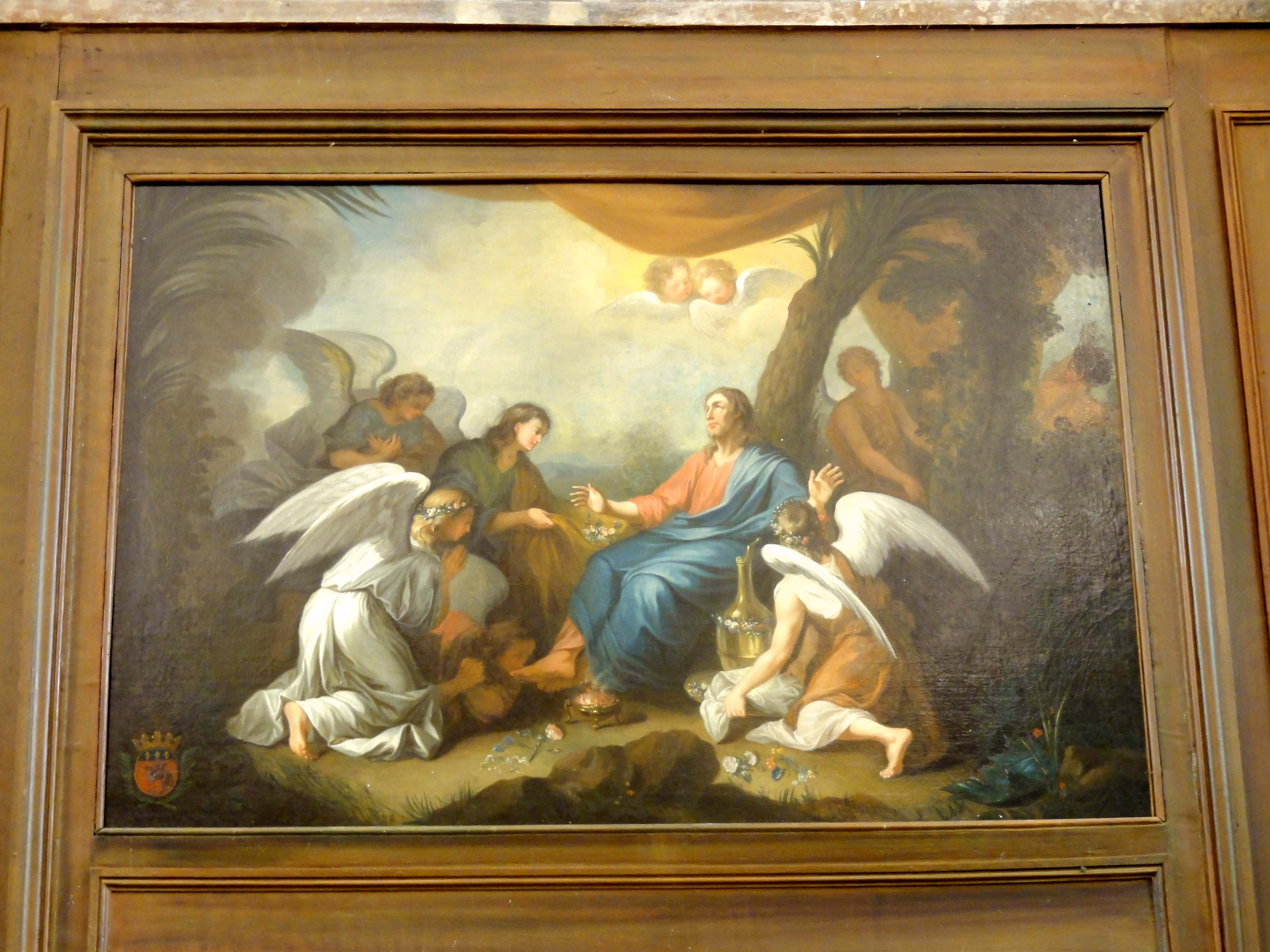
Le Christ adoré par les anges.

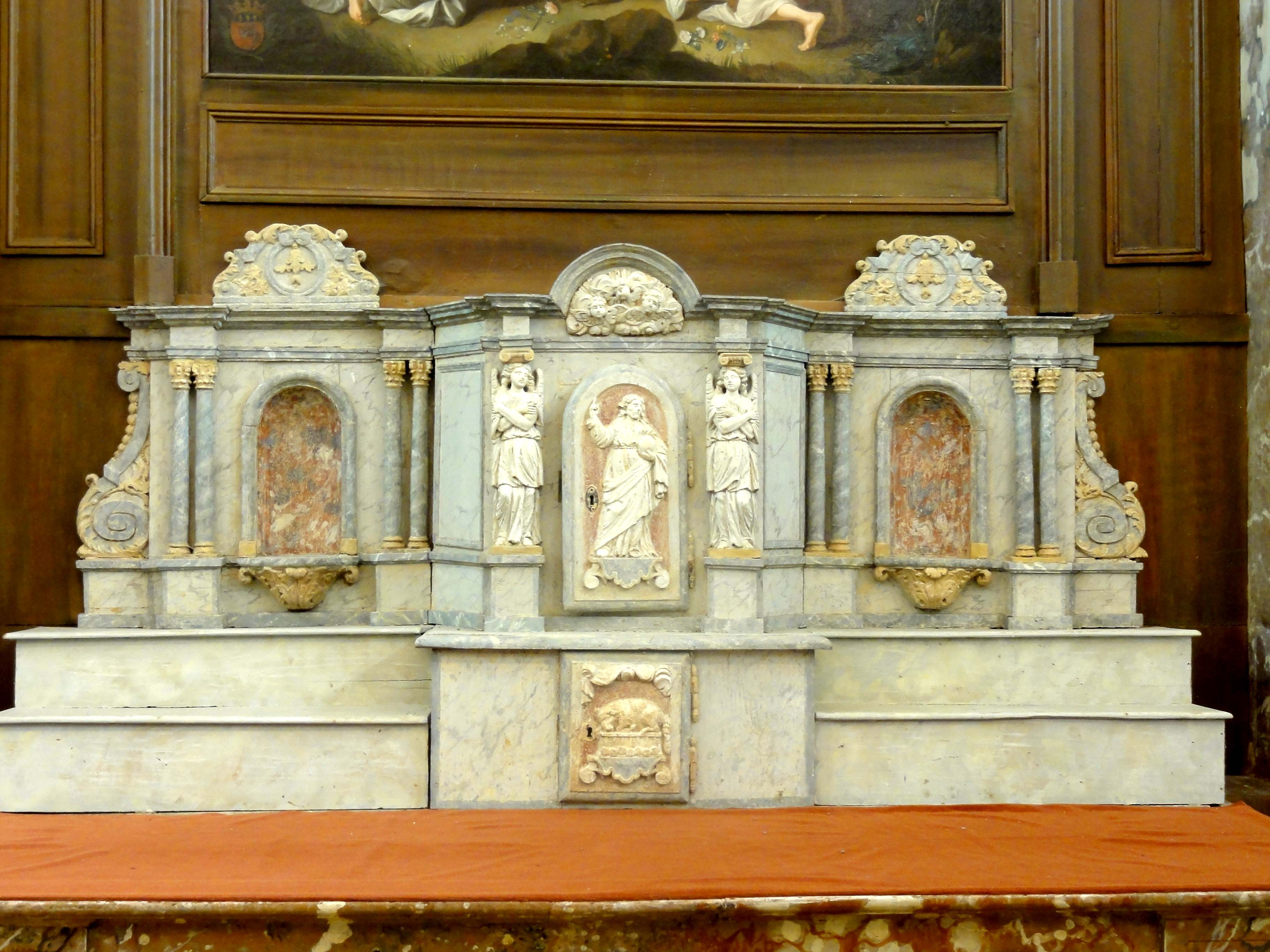
Tabernacle.

L'église Saint-Martin renferme six éléments de mobilier classés monument historique au titre objet, qui proviennent tous de la précédente église :
- Le bâton de procession de la confrérie Saint-Martin date du XVIIIe siècle. Il est en fait réduit à son dais, qui mesure 80 cm de haut, et contient une statuette équestre de saint Martin seul (sans le mendiant). Les vêtements sont ceux des représentations plus anciennes, du XVIe siècle notamment. Le dais, en bois doré, est en même temps du plus pur style Louis XV. Il adopte globalement la forme d'une lanterne, et se remarque par ses formes galbées et chantournées, et les nombreux détails sculptés[8],[9].
- Le confessionnal, également de style Louis XV, date aussi du XVIIIe siècle, et peut être considéré comme l'un des plus beaux représentants de son genre en pays de France. Sa structure est élégante, et ses lignes harmonieuses. Les deux loges latérales sont cintrées, et reliées par des écrans galbés au corps central, qui est plus élevé, et couronné d'un fronton par enroulement. Son décor sculpté est d'une rare qualité et richesse. Les motifs sont essentiellement empruntés au règne végétal, mais la symbolique chrétienne est en même temps présente avec une croix flammée, une coquille Saint-Jacques, une couronne d'épine, une branche d'olivier (évoquant l'agonie au jardin Gethsémani) et un roseau (qui a été donné à Jésus comme sceptre de dérision). L'autre élément remarquable du confessionnal est la baie de la porte centrale, qui, au lieu d'être simplement grillagée, est orné de rinceaux ajourés[10],[11].
- Dans la nef, deux statues en bois du XVIe siècle se font face. Elles ont toutes les deux une hauteur d'un mètre, et sont de la même facture. L'une est une Vierge à l'Enfant ; l'autre représente saint Jean-Baptiste[12],[13]. Le drapé des vêtements est traité savamment et rend les statues vivantes en suggérant une dynamique du mouvement. En revanche, les visages de la Vierge Marie et de l'Enfant Jésus, ainsi que l'agneau du Précurseur, paraissent un peu maladroits. On note que la Vierge ne porte pas de voile, et une longue natte tombe sur sa robe. L'Enfant tient un globe terrestre dans sa main gauche. La main droite et le pied gauche manquent. Saint Jean se distingue par un visage expressif et un regard grave ; sans l'agneau, on verrait Jésus Christ. Comme particularité, l'agneau est placé sur un livre fermé, que le prophète tient dans sa main gauche : il devrait symboliser l'Ancien Testament. Tout le bras droit manque. Les deux statues avaient été peintes au XIXe siècle. Lors d'une récente restauration, on les a peint en faux bois.
- La dalle funéraire à effigie gravée de Simon Le Cordier, curé de Châtenay-en-France[14], se trouve au milieu du chœur, où elle est malheureusement cachée, mais en même temps protégée, par un tapis et l'autel actuellement utilisé. Il est intéressant de constater que la dalle a été déplacée de l'ancienne vers la nouvelle église. Elle mesure 166 cm en longueur et 83 cm en largeur. L'inscription partiellement effacée a été relevée par le baron Ferdinand de Guilhermy : « Cy gist le corps de vénérable et discrette persone Me Le Cor... en son vivant cvré de céans leqvel... le IX aoust 1644. Priez Div povr son âme ». Un complément d'inscription devait être porté sur une tablette au pied du personnage, qui est finalement restée vide. Le défunt est représenté en costume sacerdotal, les mains jointes, au milieu sous une arcade s'appuyant sur deux pilastres. Sur l'entablement, se dessinent deux angelots nus tenant des palmes[15].
- Le tableau peint à l'huile sur toile intitulé « Christ adoré par les anges », ou mieux « Christ au désert servi par les anges », se réfère au repas qui lui aurait été servi par des anges au bout de ses quarante jours de jeûne dans le désert (Matthieu 4, 1-11), période pendant laquelle il a été tenté à trois reprises par le diable. De grandes dimensions, le tableau sert de retable au maître-autel, et est accroché dans l'arcature simulée du chevet. C'est l'œuvre d'un certain Liébault, dont l'on sait seulement qu'il a été professeur à l'académie de Saint-Luc de Paris, et qu'il est mort vers 1752. On n'en connaît que deux autres œuvres. Le tableau de retable est directement inspirée d'une composition peinte par Charles Le Brun vers 1653 pour l'église du couvent des Carmélites de la rue Saint-Jacques de Paris, et qui se trouve aujourd'hui au musée du Louvre. Cependant, l'original est de format vertical, et toute la partie supérieure n'a pas été reprise par Liébault. Il a, en revanche, introduit quelques autres éléments. Les armes du prieuré Saint-Martin-des-Champs, à savoir Saint Martin et, au-dessus, trois fleurs de lys et la couronne royale, figurent en bas à gauche ; la date de 1736 et la signature se lisent sur le grand vase doré[16],[17],[4].

Parmi les autres éléments du mobilier, deux méritent surtout l'attention. Sur le tabernacle baroque, la porte principale présente le Christ Seigneur du monde en bas-relief, et est flanquée de deux anges aux bras croisés, qui servent de cariatides aux chapiteaux corinthiens, qui supportent l'entablement supérieur. Comme particularité, il y a un petit tabernacle inférieur, dont l'iconographie est plus conventionnelle, avec la représentation d'un agneau sacrifié sur un autel. À gauche et à droite, le tabernacle s'accompagne de deux ailes, qui prennent la forme d'édicules, et comportent chacune une niche en plein cintre entre deux paires de pilastres corinthiens. On remarque la riche ornementation des ailerons aux deux extrémités, et le décor des trois frontons, dont celui du milieu comporte trois têtes de chérubins joufflus, qui sont ailés et entourées de nuages et de rayons de lumière. — L'aigle-lutrin en bois doré est plus modeste que son splendide homologue de l'église Saint-Martin de Mareil-en-France, et plus modeste aussi que le lutrin de Survilliers. Probablement, il ne date que du XIXe siècle, et est tombé hors usage depuis que le banc d'œuvre sert d'ambon, il a été relégué dans la sacristie. Le lutrin est composé d'une base tripode et d'une colonne, qui se termine par un globe, sur lequel prend appui l'aigle, symbole à la foi de saint Jean et de la force de l'Esprit saint.
À côté de la dalle funéraire classée, se situe une seconde, qui est celle de Messire Mathieu Porlier dit Pagnon, bachelier en théologie de la faculté de Paris et curé de la paroisse de Châtenay-en-France. Il est mort le 26 juillet 1649 à l'âge de trente-quatre ans, et laisse à la paroisse la somme de soixante livres, afin qu'on chante pour lui une messe haute avec Vigiles. Cette dalle funéraire comporte essentiellement une longue inscription, qui est encadrée par des têtes de mort, des ossements croisés et deux cassolettes fumantes, et mesure 191 cm en longueur et 95 cm en largeur. — La cloche provient aussi de la précédente église et porte l'inscription suivante : « En 1694 iay été bénite par M re Martin Fardel pb re con er et avlm er du Roy chapp ain de la Sainte Chapelle dv palais et cvré de S t Martin de Chastenay et nommé Martine dv nom dv patron par le d t curé et Ieanne Dée femme de Messire Antoine Plvyette proc r fiscal et recev r de la terre et seignevrie dvd t Chastenay M e Nicolas de Avbonne marg er en charge pour sa 2 me année. Gillot fondevr ».

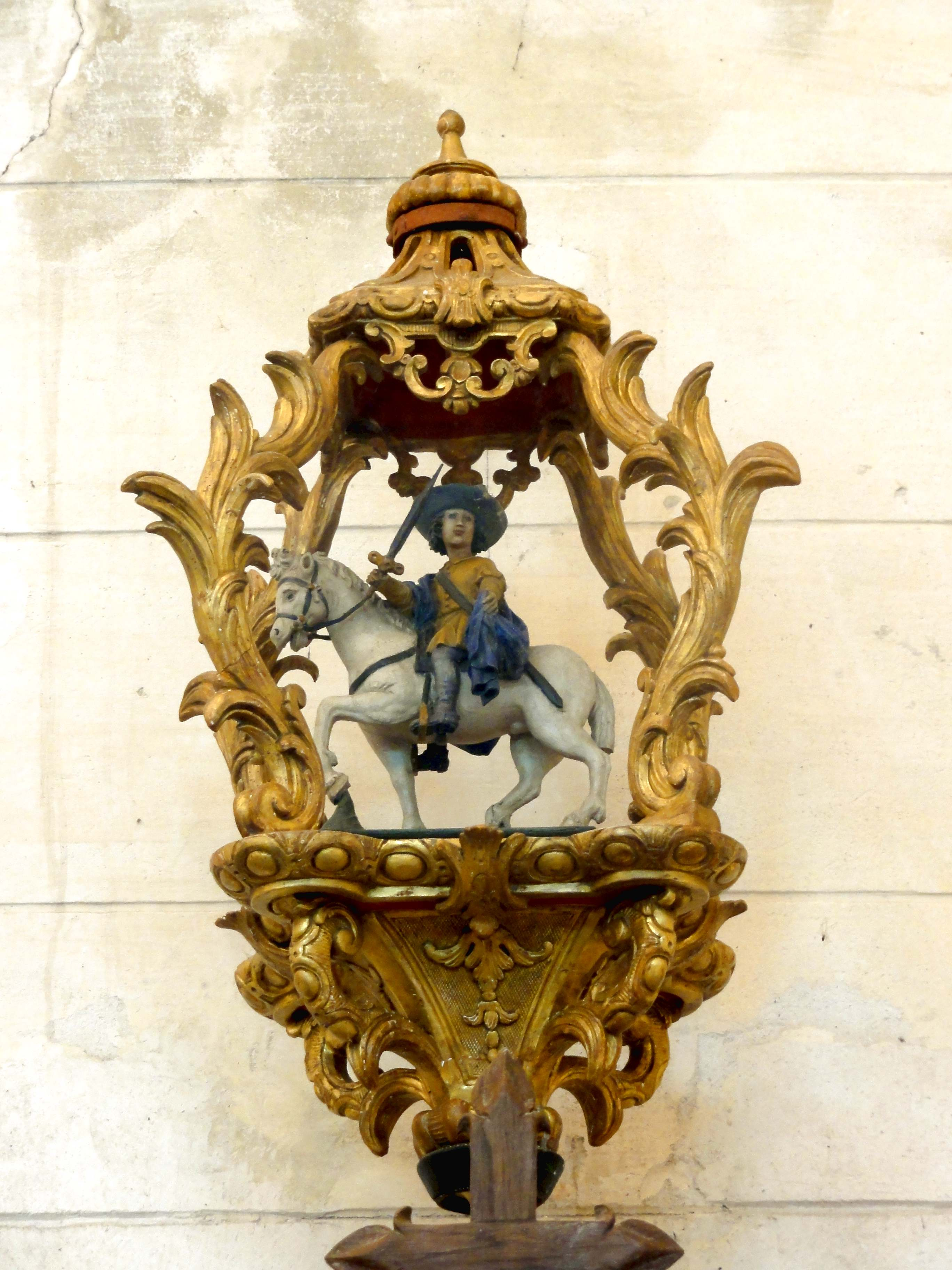
Bâton de confrérie.
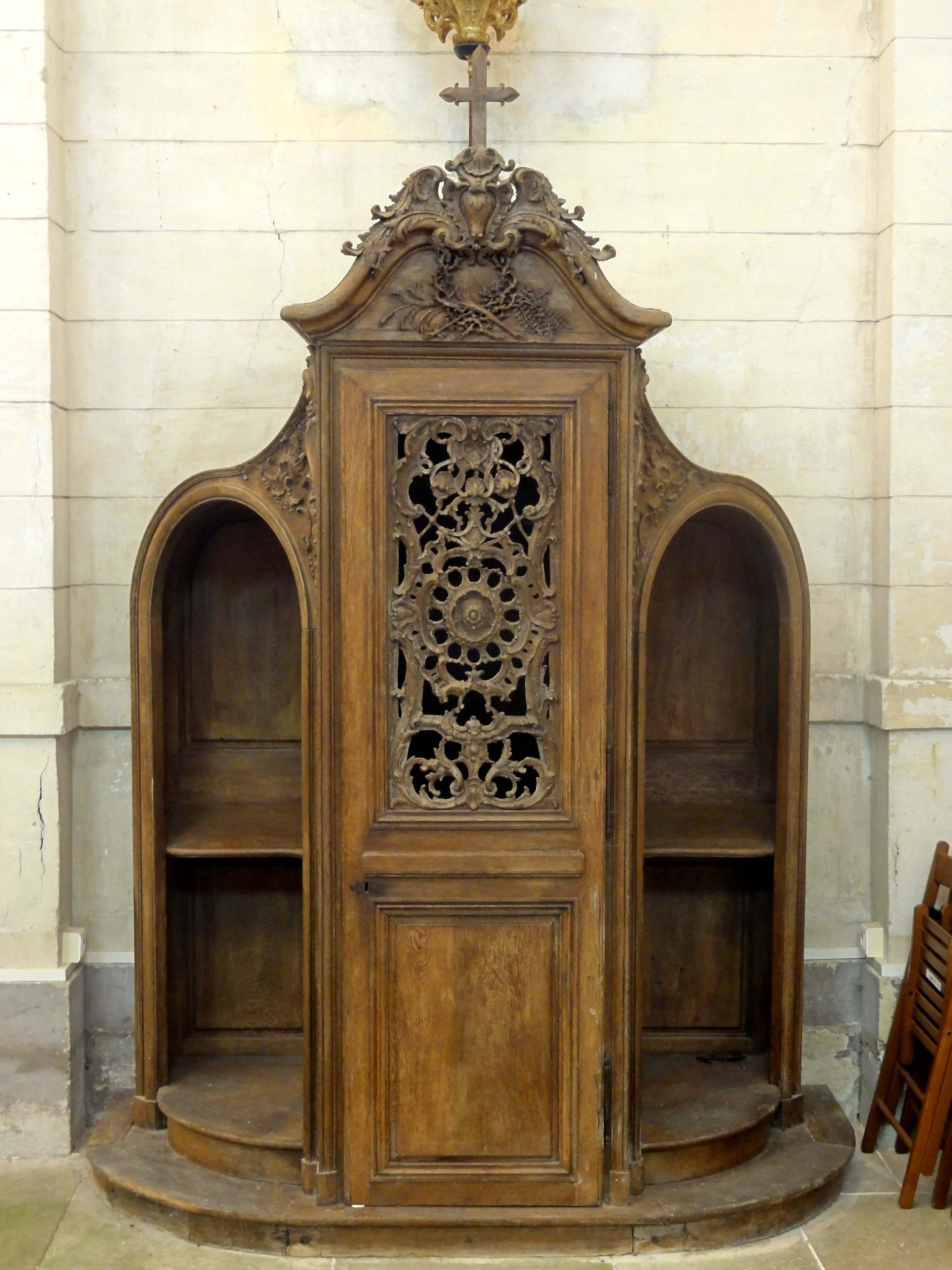
Confessionnal.
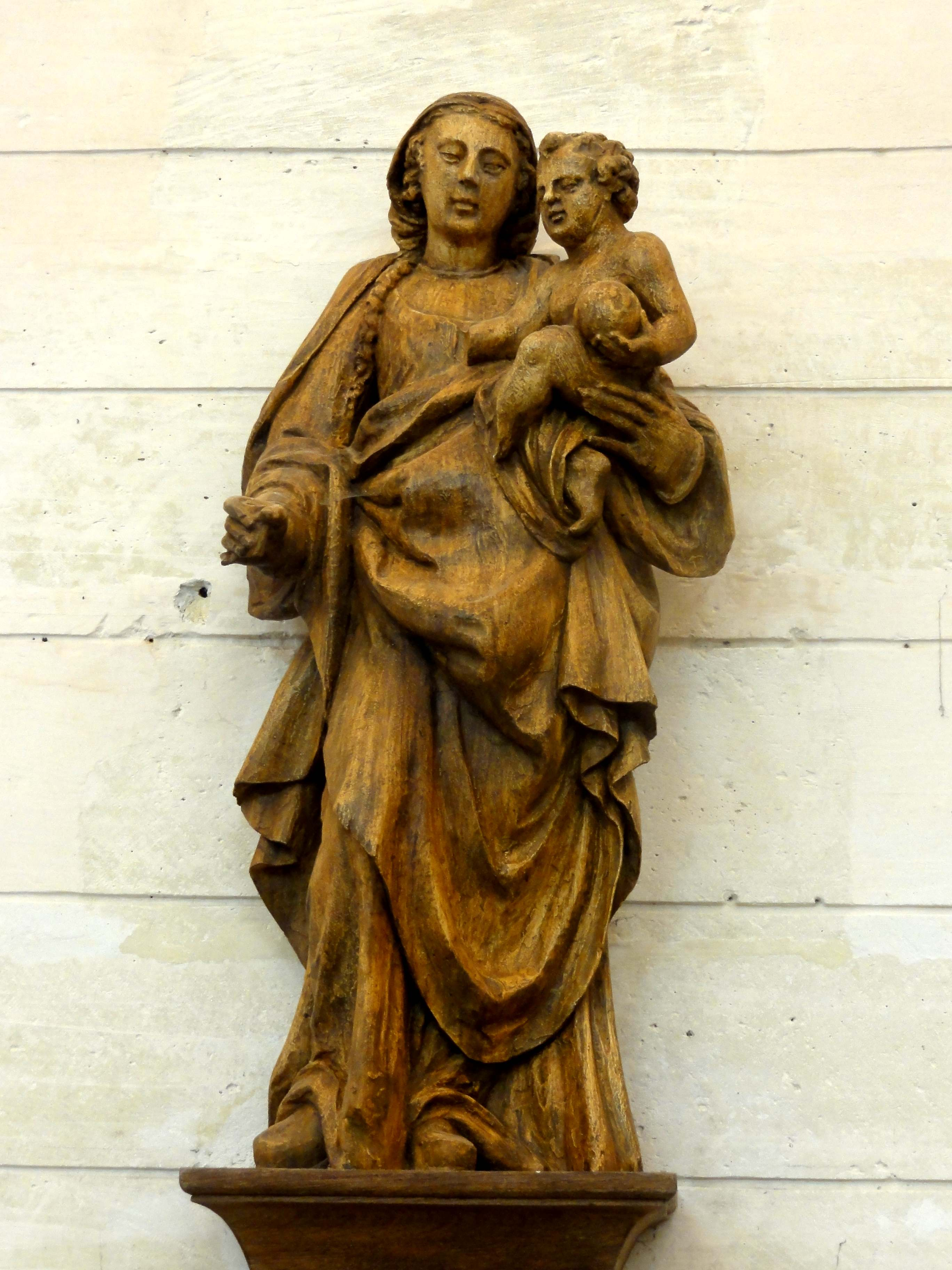
Vierge à l'Enfant.
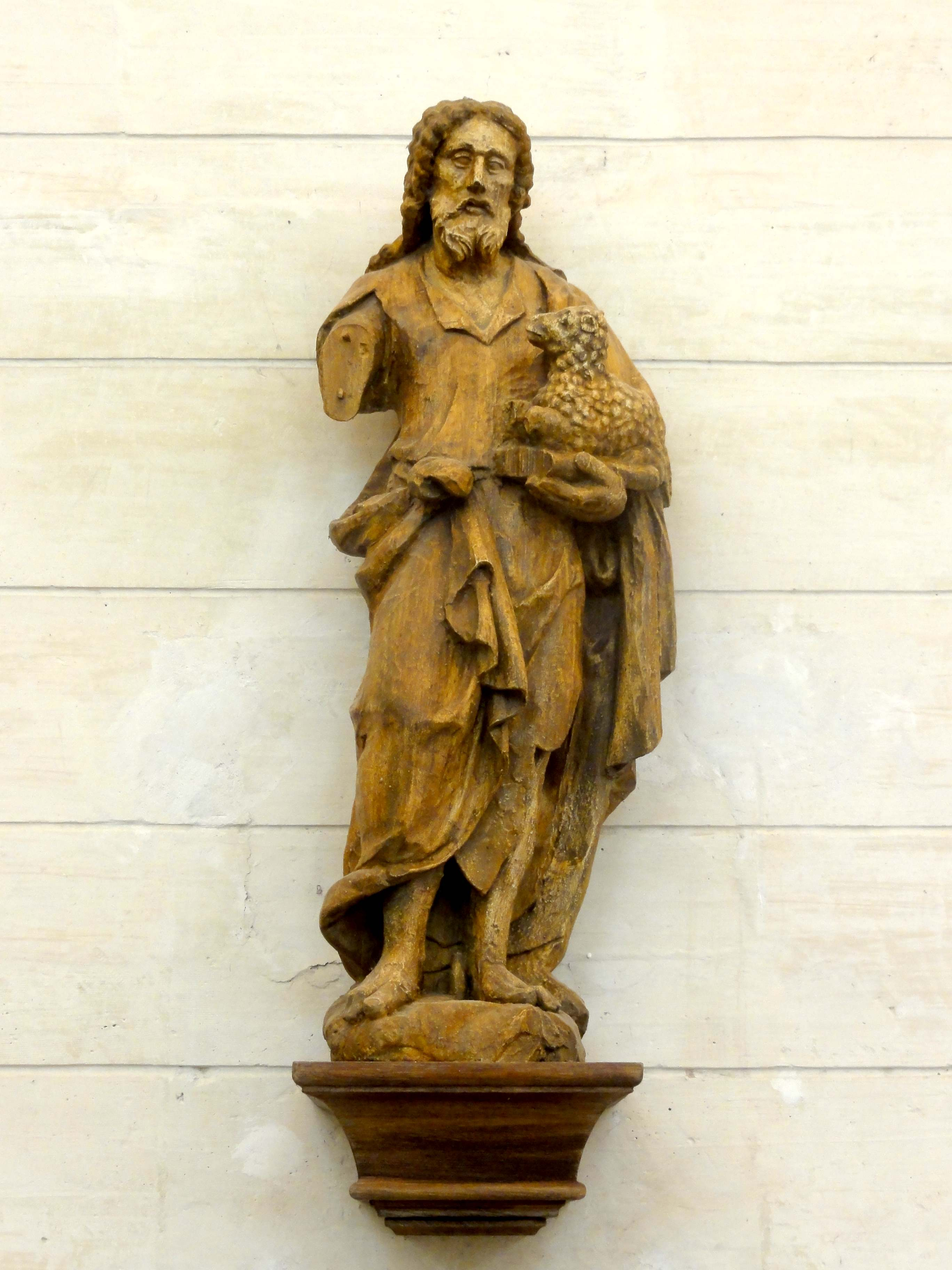
Saint Jean-Baptiste.
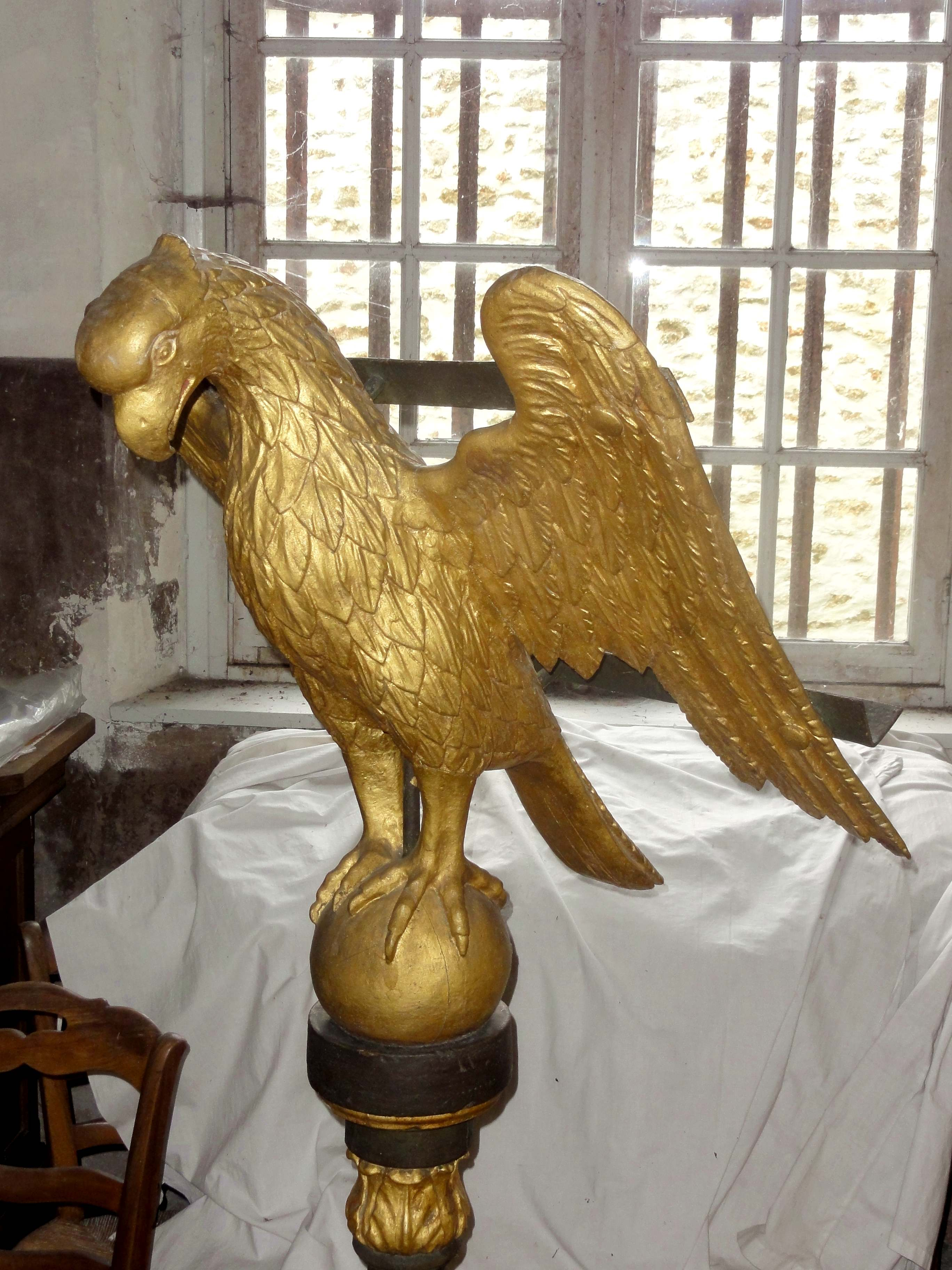
Aigle-lutrin.
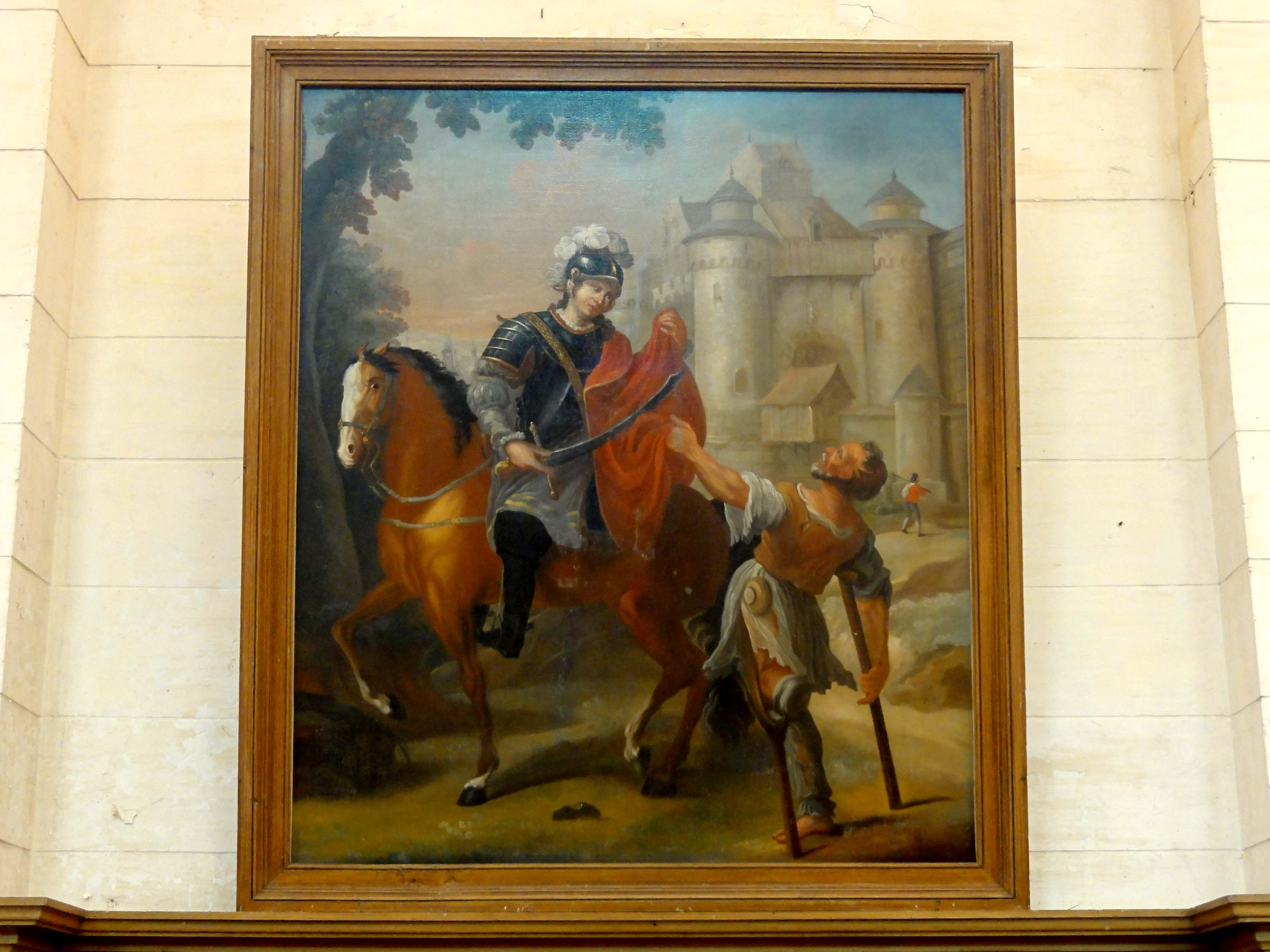
Charité de Saint-Martin.